# Contoire
Contoire är en kommun i departementet Somme i regionen Hauts-de-France i norra Frankrike. Kommunen ligger i kantonen Moreuil som tillhör arrondissementet Montdidier. År 2018 hade Contoire 443 invånare.

## Befolkningsutveckling
Antalet invånare i kommunen Contoire
| Referens: INSEE |